# Banasa herbacea
Banasa herbacea är en insektsart som först beskrevs av Carl Stål 1872.  Banasa herbacea ingår i släktet Banasa och familjen bärfisar. Inga underarter finns listade i Catalogue of Life.